# Memphis International Raceway
Memphis International Raceway, tidigare Memphis Motorsports Park, är en 0.75 miles (1,2 km) lång oval, med 11° banking i kurvorna.

## Banan
Banan är belägen utanför Memphis, Tennessee, USA, och används främst för stock car tävlingar. Det anordnas tävlingar i både NASCAR Nationwide Series och i NASCAR Camping World Truck Series varje år på banan. Den tar inte mer än 40 000 åskådare, vilket omöjliggör större tävlingar på banan, och varken NASCAR Sprint Cup eller IndyCar Series har någonsin besökt banan. Banrekordet ligger på 120 mph (196 km/h) och är satt av Greg Biffle.